# Nueva Zelanda en la Copa de las Naciones de la OFC 2012
La participación de Nueva Zelanda en la Copa de las Naciones de la OFC 2012 que se celebró en las Islas Salomón fue la novena de su historia, siendo hasta ahora la única selección oceánica que ha jugado todas las ediciones de la Copa de las Naciones de la OFC. Además, fue el segundo torneo continental desde que Australia abandonó la OFC a finales de 2006.
A pesar de ello, los All Whites no pudieron alcanzar la final, finalizando en tercer lugar tras vencer a las Islas Salomón.

## Desarrollo

### Preparación
La Asociación de Fútbol de Nueva Zelanda dispuso que los Kiwis disputasen 3 partidos para permitirle a Ricki Herbert poder decidir a los 23 futbolistas que jugarán la competición. El primer encuentro fue ante Jamaica el 29 de febrero de 2012 en Auckland, que terminó 3-2 a favor de los Reggae Boyz, marcando para Nueva Zelanda Chris Wood y Killen.
Los otros dos partidos se jugaron en los Estados Unidos. Primero, el 23 de mayo los Kiwis se cruzaron ante El Salvador en Houston, partido que finalizó 2-2, siendo Ian Hogg y Kosta Barbarouses los neozelandeses que convirtieron. Mientras que el 26 de ese mismo mes batió a Honduras en Dallas con gol de Shane Smeltz.

### Fase de grupos
Los All Whites compartirán el grupo con Fiyi, las Islas Salomón y Papúa Nueva Guinea. Por el presente futbolístico de cada selección, su historia y el Ranking FIFA los neozelandeses son los principales favoritos para quedarse con el primer puesto del Grupo B, a pesar de ello, el entrenador Ricki Herbert explicó que no hay que precipitarse y superar fase por fase. Mientras que los seleccionadores de las Islas Salomón y de Fiyi acotaron que intentarán darlo todo para poder lograr la clasificación a la siguiente fase.
El primer partido fue ante Fiyi el 2 de junio de 2012 en el Estadio Lawson Tama de Honiara (como el resto de los partidos del torneo), al cual supera claramente en el historial, se cruzaron 29 veces y en 22 de ellos los ganadores resultaron ser los neozelandeses, como en el recordado partido por la parcialidad de los All Whites en el que Nueva Zelanda ganó 13-0 a los fiyianos en las eliminatorias al Mundial 1982, mientras que Fiyi ganó 3 veces y empataron en 4 ocasiones. El partido fue parejo, pero un error del arquero fiyiano Simione Tamanisau, aprovechado por el capitán Tommy Smith, resolvió el partido a favor de los All Whites. Sin embargo, Fiyi presionó durante todo el segundo tiempo y estuvo muy cerca de igualar el marcador.
Por la segunda fecha el rival de turno es el seleccionado papú, que supo superar a los Kiwis en la clasificación a la Copa Mundial Francia 1998 por 1-0. En los otros dos partidos la victoria fue neozelandesa y de manera muy abultada, convirtiendo 16 goles en dichos partidos y sin recibir ninguno. El primer tiempo del encuentro fue dominado totalmente por Nueva Zelanda, que con gol de Shane Smeltz se puso 1-0 arriba a los dos minutos de juegos. En los segundos 45 minutos llegó el gol de Chris Wood para estirar la ventaja a 2, pero un penal sobre la hora para los papúes dejó el partido 2-1 a favor de los All Whites. Ese día, con el empate en 0 entre Fiyi y las Islas Salomón, Nueva Zelanda se aseguró un puesto en la tercera fase de las eliminatorias oceánicas y un lugar en las semifinales.
El último cruce de la fase de grupos cruzará a Nueva Zelanda y las Islas Salomón, los organizadores del evento. El seleccionado salomonense cayó en todas las oportunidades que enfrentó a los All Whites, siendo 5 los partidos jugados, 5 los partidos ganados por Nueva Zelanda, que ostenta un récord de 22 goles a favor y tan solo 3 en contra en dichos partidos. El cotejo comenzó con victoria neozelandesa con gol de Chris Wood, pero un gol de Benjamin Totori dejó todo 1-1.

### Semifinales
En las semifinales cayó sorprendetemente ante Nueva Caledonia por 2-0, viéndose obligado a jugar la definición por el 3º puesto y no la final.

### Tercer puesto
El partido del tercer puesto estaba 3-0 al entretiempo por una tripleta de Wood, pero una levantada histórica de las Islas Salomón puso el partido igualado. Sin embargo, Shane Smeltz convirtió en tiempo de descuento el 4º gol para que Nueva Zelanda se quede con el tercer lugar.

## Jugadores
Debido a las lesiones de Ryan Nelsen y Craig Henderson, el 18 de mayo se presentó una nueva lista en la que se cambió la numeración de los jugadores y se remplazó a los jugadores ya nombrados por Ian Hogg y Adam McGeorge. Además, el 28 de dicho mes Dan Keat fue quitado de la plantilla y remplazado por Jake Gleeson. Ricki Herbert realizó un tercer cambio a la plantilla el día 31, remplazando a Winston Reid, quien se encontraba lesionado, por Tim Myers.
Michael O'Keeffe fue llamado para ser el tercer arquero luego de la lesión de Mark Paston.
| #  | Nombre             | Posición      | Edad | PJ Sel | Club                   |
| -- | ------------------ | ------------- | ---- | ------ | ---------------------- |
| 1  | Mark Paston        | Arquero       | 35   | 17     | Wellington Phoenix     |
| 2  | Tim Myers          | Defensor      | 20   | 0      | Waitakere United       |
| 3  | Tony Lochhead      | Defensor      | 30   | 35     | Wellington Phoenix     |
| 4  | Ben Sigmund        | Defensor      | 31   | 21     | Wellington Phoenix     |
| 5  | Tommy Smith        | Defensor      | 22   | 12     | Ipswich Town           |
| 6  | Ian Hogg           | Defensor      | 22   | 2      | Auckland City          |
| 7  | Leo Bertos         | Mediocampista | 30   | 42     | Wellington Phoenix     |
| 8  | Michael McGlinchey | Mediocampista | 25   | 13     | Central Coast Mariners |
| 9  | Shane Smeltz       | Delantero     | 30   | 39     | Perth Glory            |
| 10 | Chris Killen       | Delantero     | 30   | 40     | Chongqing F.C.         |
| 11 | Marco Rojas        | Mediocampista | 20   | 4      | Melbourne Victory      |
| 12 | Glen Moss          | Arquero       | 29   | 19     | Wellington Phoenix     |
| 13 | Jake Gleeson       | Arquero       | 21   | 1      | Portland Timbers       |
| 14 | Rory Fallon        | Delantero     | 30   | 11     | Aberdeen               |
| 15 | Ivan Vicelich      | Defensor      | 35   | 76     | Auckland City          |
| 16 | Jeremy Brockie     | Delantero     | 24   | 27     | Wellington Phoenix     |
| 17 | Kosta Barbarouses  | Delantero     | 22   | 7      | Alania Vladikavkaz     |
| 18 | Aaron Clapham      | Mediocampista | 25   | 6      | Canterbury United      |
| 19 | Michael Boxall     | Defensor      | 23   | 5      | Vancouver Whitecaps    |
| 20 | Chris Wood         | Delantero     | 20   | 20     | West Bromwich Albion   |
| 21 | Cameron Howieson   | Mediocampista | 17   | 2      | Burnley FC             |
| 22 | Tim Payne          | Mediocampista | 18   | 1      | Blackburn Rovers       |
| 23 | Adam McGeorge      | Mediocampista | 23   | 1      | Auckland City          |
| DT | Ricki Herbert      | -             | 51   | 48     | Wellington Phoenix     |

## Resultados

### Fase de grupos
| Equipo             | Pts | PJ | PG | PE | PP | GF | GC | Dif |
| ------------------ | --- | -- | -- | -- | -- | -- | -- | --- |
| Nueva Zelanda      | 7   | 3  | 2  | 1  | 0  | 4  | 2  | 2   |
| Islas Salomón      | 5   | 3  | 1  | 2  | 0  | 2  | 1  | 1   |
| Fiyi               | 2   | 3  | 0  | 2  | 1  | 1  | 2  | -1  |
| Papúa Nueva Guinea | 1   | 3  | 0  | 1  | 2  | 2  | 4  | -2  |

| 2 de junio de 2012, 12:00 (UTC+11) | Fiyi | 0:1 (0:1) | Nueva Zelanda | Lawson Tama, Honiara                                                                  |                                                                                       |
|                                    |      | Reporte   | 8' Smith      | Asistencia: 12.950 espectadores Árbitro(s): Isidore Assiene-Ambassa (Nueva Caledonia) | Asistencia: 12.950 espectadores Árbitro(s): Isidore Assiene-Ambassa (Nueva Caledonia) |

| 4 de junio de 2012, 12:00 (UTC+11) | Papúa Nueva Guinea | 1:2 (0:1) | Nueva Zelanda        | Lawson Tama, Honiara                                              |                                                                   |
|                                    | Hans 88' (pen)     | Reporte   | Smeltz 2' · Wood 53' | Asistencia: 4.700 espectadores Árbitro(s): Bruce George (Vanuatu) | Asistencia: 4.700 espectadores Árbitro(s): Bruce George (Vanuatu) |

| 6 de junio de 2012, 15:00 (UTC+11) | Nueva Zelanda | 1:1 (1:0) | Islas Salomón | Lawson Tama, Honiara                                                |                                                                     |
|                                    | Wood 13'      | [http://210.48.80.94/OFC/Portals/0/Images/Articles/ONC%20PDF%20M12%20Match%20Summary%20NZL%20vs%20SOL.pdf (enlace roto disponible en Internet Archive; véase el historial, la primera versión y la última). Reporte] | Totori 56'    | Asistencia: 15.000 espectadores Árbitro(s): Norbert Hauata (Tahití) | Asistencia: 15.000 espectadores Árbitro(s): Norbert Hauata (Tahití) |

### Semifinales
| 8 de junio de 2012, 15:00 (UTC+11) | Nueva Zelanda | 0:2 (0:0) | Nueva Caledonia              | Lawson Tama, Honiara                                                |                                                                     |
|                                    |               | Reporte   | Kai 60' · Gope-Fenepej 90+2' | Asistencia: 15.000 espectadores Árbitro(s): Norbert Hauata (Tahití) | Asistencia: 15.000 espectadores Árbitro(s): Norbert Hauata (Tahití) |

### Tercer lugar
| 10 de junio de 2012, 11:00 (UTC+11) | Islas Salomón                | 3:4 (0:3) | Nueva Zelanda                     | Lawson Tama, Honiara                                                  |                                                                       |
|                                     | Teleda 48' · Totori 54', 88' | Reporte   | Wood 11', 25', 30' · Smeltz 90+4' | Asistencia: 7000 espectadores Árbitro(s): Abdelkader Zitouni (Tahití) | Asistencia: 7000 espectadores Árbitro(s): Abdelkader Zitouni (Tahití) |

## Goleadores
- Esta lista solo incluye jugadores neozelandeses.

| Jugador      | Goles | Rival/es  |
| ------------ | ----- | --------- |
| Chris Wood   | 5     | PNG y SOL |
| Shane Smeltz | 2     | PNG y SOL |
| Tommy Smith  | 1     | Fiyi      |